# 1333 en santé et médecine
| Années de la santé et de la médecine : 1330 - 1331 - 1332 - 1333 - 1334 - 1335 - 1336    |
| Décennies de la santé et de la médecine : 1300 - 1310 - 1320 - 1330 - 1340 - 1350 - 1360 |

Cet article présente les faits marquants de l'année 1333 en santé et médecine.

## Événements
- Un document de police mentionne une léproserie située près du château de Valcabrère au pays de Comminges, dans un ancien hospice de l'ordre du Temple[1].
- La république de Venise se dote d'un jardin médicinal[2].
- À Cracovie, apparaissent les premiers apothicaires attestés en Pologne, parmi lesquels on compte Jacobus Gallicus apothecarius regis (« apothicaire du roi[3] »).
- 1333-1342 : floruit à Paris Émeline Dieu-la-Voie, dite la Duchesse, matrone jurée du prieuré de Saint-Martin-des-Champs, puis du roi Philippe VI[4].
- 1333-1360 : huit médecins ou chirurgiens sont attachés à la cour du roi de France Philippe VI de Valois : Gilbert Hamelin († 1360)[5], Premier médecin, Guy de Vigevano, Thomas Ogier[6], Jean de Lyons[7], Robert et Gilles de Denneville[8], Étienne de Chaumont[5] et Jean de Besançon[7].

## Publication
- À la demande du sultan mamelouk Kélaoun, l'hippiatre et hippologue andalou El Baïtar rédige le Naceri, « l’un des textes les plus connus [et] les plus représentatifs de la littérature hippologique arabe classique[9] ».